# Max Schär
Max Schär (* 12. Juni 1953 in Zofingen) ist ein ehemaliger Schweizer Handballspieler und Handballtrainer. Der promovierte Biochemiker war von 2006 bis 2009 Verbandsdirektor des Schweizerischen Handball-Verbandes. 

## Sportliche Karriere
Der 1,96 m grosse Linkshänder spielte im rechten Rückraum für die Schweizer Vereine TV Zofingen, RTV 1879 Basel, Pfadi Winterthur, GG Bern sowie BSV Bern und wurde zweimal Schweizer Meister. In 275 NLA-Spielen warf er 1060 Tore. Als Trainer gewann er 1992 mit Pfadi einen weiteren Titel. Schär ist Rekordnationalspieler der Eidgenossen. In der Schweizer Männer-Handballnationalmannschaft bestritt er zwischen 1973 und 1986 279 Länderspiele, in denen er 723 Tore erzielte. Er nahm an den Olympischen Spielen 1980 in Moskau und 1984 in Los Angeles teil.

## Berufliche Karriere
Max Schär studierte an der Universität Basel Biochemie und promovierte später. Nach verschiedenen Positionen war er als CEO für eine Schweizer Medizintechnikfirma tätig. Ab 2004 war er Präsident der Schweizer Vereinigung der Handball-Internationalen und Vorstandsmitglied der Vereinigung der Schweizer Olympia-Teilnehmer. Ab dem 1. April 2006 war er Verbandsdirektor des Schweizer Handballverbandes. Diesen Posten legte er zum 30. September 2009 nieder.